# مطبخ بوتاني

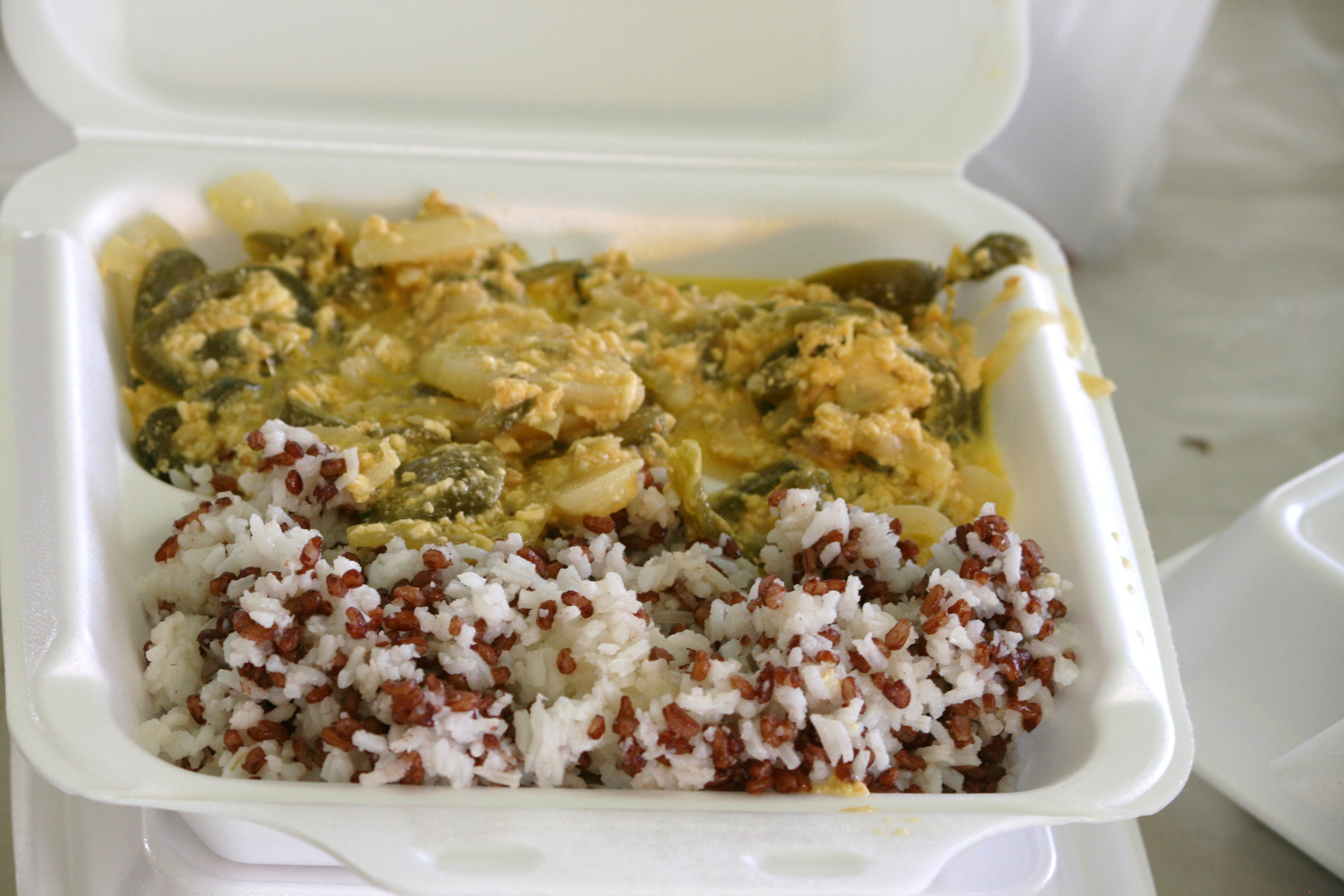
الطبق الوطني البوتاني إيما داتشي (ཨེ་མ་དར་ཚིལ།) مع الأرز (مزيج من الأرز الأحمر البوتاني والأرز الأبيض)

يعد الأرز الأحمر البوتاني من الأطعمة الأساسية في المطبخ البوتاني، وهو يشبه الأرز البني في قوامه، لكنه يتمتع بطعم الجوز. وهو النوع الوحيد من الأرز الذي ينمو على ارتفاعات عالية. وتشمل الأطعمة الأساسية الأخرى الحنطة السوداء والذرة على نحو متزايد.

## المأكولات الإقليمية
تؤكل الحنطة السوداء بالأساس في بومثانغ، والذرة في المناطق الشرقية، ويؤكل الأرز في جميع أنحاء البلاد. كما يشمل النظام الغذائي في التلال الدجاج ولحوم الياك ولحم البقر المجفف ولحم الخنزير ودهنه ولحم الضأن. يعد الحساء واليخنات المصنوعة من اللحوم والأرز ورؤوس السرخس والعدس والخضروات المجففة، المتبلة بالفلفل الحار والجبن، من الوجبات المفضلة خلال المواسم الباردة. زو شونغ هو طبق أرز مخلوط ببقايا الخضروات. وإما داتشي هو طبق حار مصنوع من الفلفل الحار الأخضر أو الأحمر الكبير أو الصغير في جبن ذائب (مشابهة لتغميسة كويسو)، والذي يمكن تسميته الطبق الوطني لانتشاره في كل مكان ولافتخار البوتانيين به. تشمل الأطعمة الأخرى جاشا مارو (طبق دجاج)، وفاكشا با (لحم خنزير مجفف مطبوخ مع الفلفل الحار والتوابل والخضروات، بما في ذلك اللفت أو الخضراوات أو الفجل)، وثوكبا، وبوتا (معكرونة الحنطة السوداء)، وباثوب، والأرز المقلي.

## الوجبات الخفيفة
تشمل الوجبات الخفيفة الشعبية مومو (زلابية بوتانية)، وهوينتاي (زلابية الحنطة السوداء)، وشاكام إيزاي، وفرطر (فطائر مجففة مصنوعة من الدقيق والماء والسكر، ثم تقلى)، وشابالاي، وجوما (نقانق بوتانية متبلة)، والنودلز.

## التأثيرات الأجنبية
يمكن للمطاعم في البلاد تقديم الأطعمة الصينية والنيبالية والتبتية والهندية، وهي تحظى بشعبية كبيرة وفي السنوات الأخيرة اُفتُتحت مطاعم كورية بسبب الشعبية المتزايدة للثقافة الشعبية الكورية في البلاد.

## منتجات الألبان والمشروبات
تعتبر منتجات الألبان، وخاصة الزبدة والجبن من الياك والأبقار، من المنتجات الشعبية أيضاً، حيث يُحول كل الحليب تقريباً إلى زبدة وجبن. لا يؤكل الجبن المصنوع من حليب الأبقار والذي يسمى داتشي نيئاً أبداً، ولكنه يستخدم في صنع الصلصات. يعتبر زويدو نوعاً آخر من الجبن المصنوع في المناطق الشرقية، والذي يُضاف إلى الحساء. يكون زويدو عادةً أخضر اللون وله رائحة قوية. تشمل الأنواع الأخرى من الجبن الأنواع الغربية مثل الشيدر وغاودا. يُصنع الجبن الغربي في مصنع الجبن السويسري في بومثانغ أو يستورد من الهند. تشمل المشروبات الشعبية شاي الزبدة المحضر باستخدام أوراق الشاي والملح والزبدة (المسماة سوجا، أما شاي الحليب (فيسمى نجاجا) والشاي الأحمر المخمر محلياً فيسمى أرا (نبيذ الأرز) والبيرة. تشمل التوابل الكاري والهيل والزنجبيل وثينغاي (فلفل سيتشوان) والثوم والكركم والكمون.

الأطباق والأطعمة البوتانية
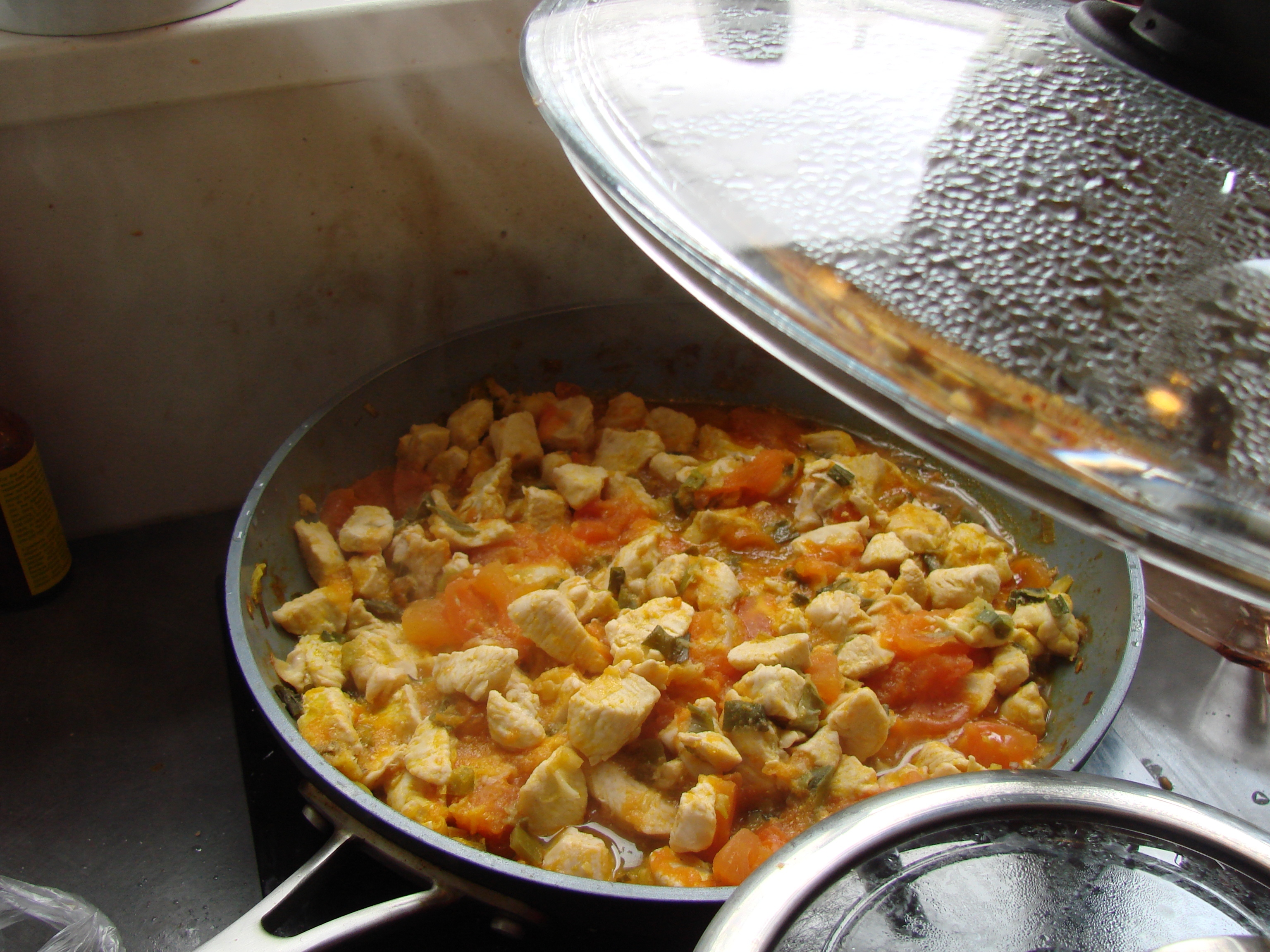
طبخ جاشا مارو، طبق تقليدي من دجاج مفروم وطماطم ومكونات أخرى
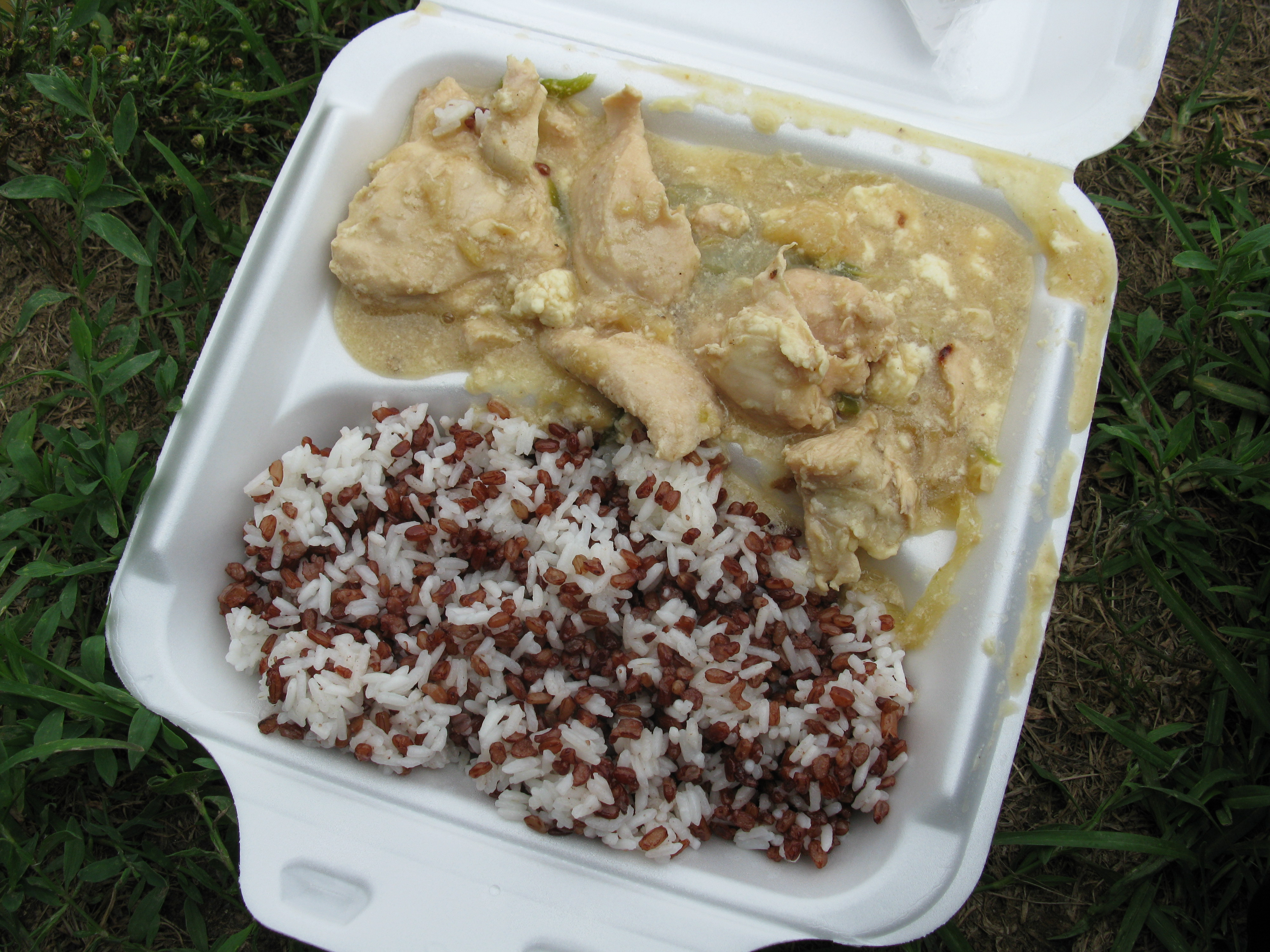
جاشا تشوم، دجاج بالكاري البوتاني
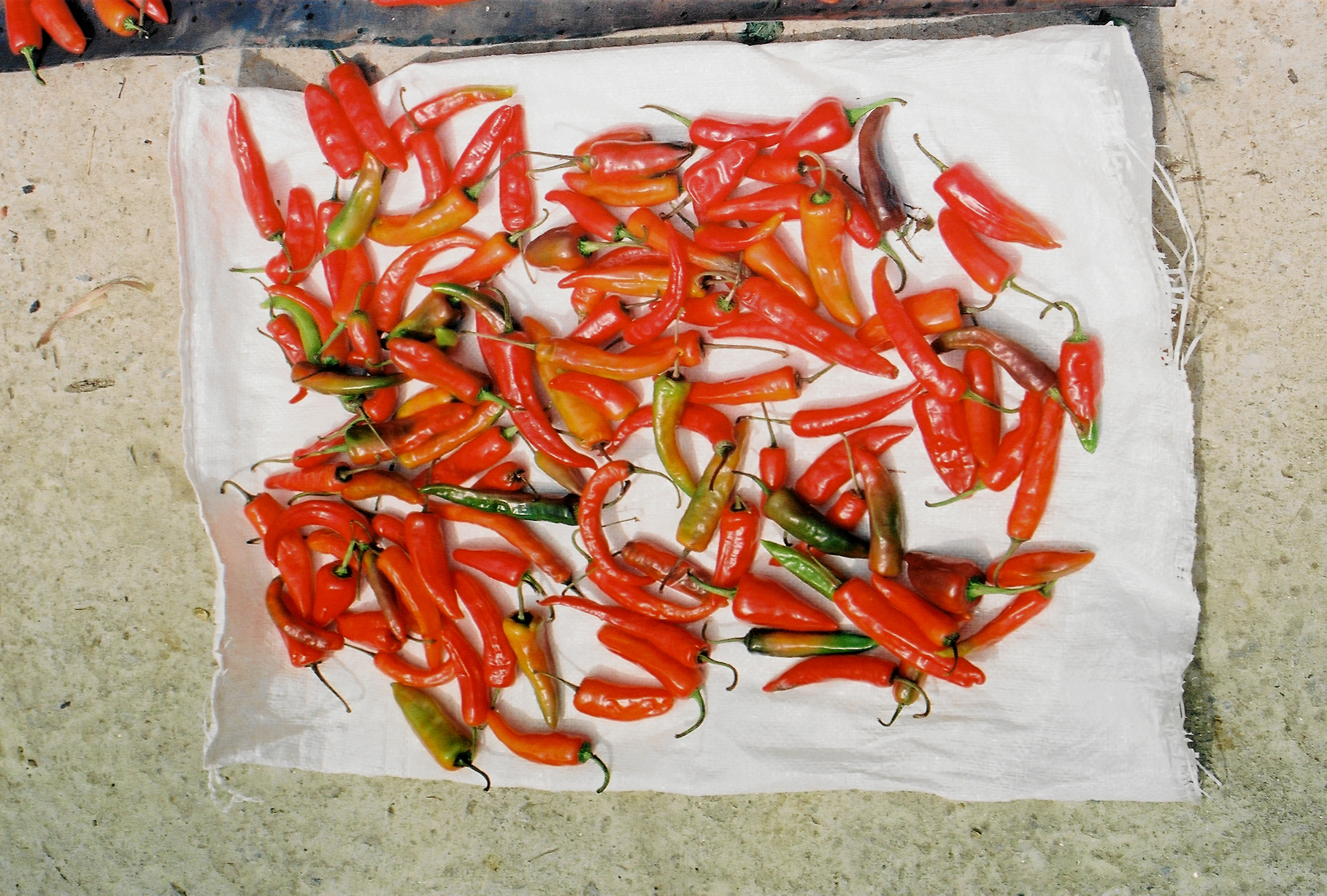
فلفل حار بوتاني في سوق في تيمفو
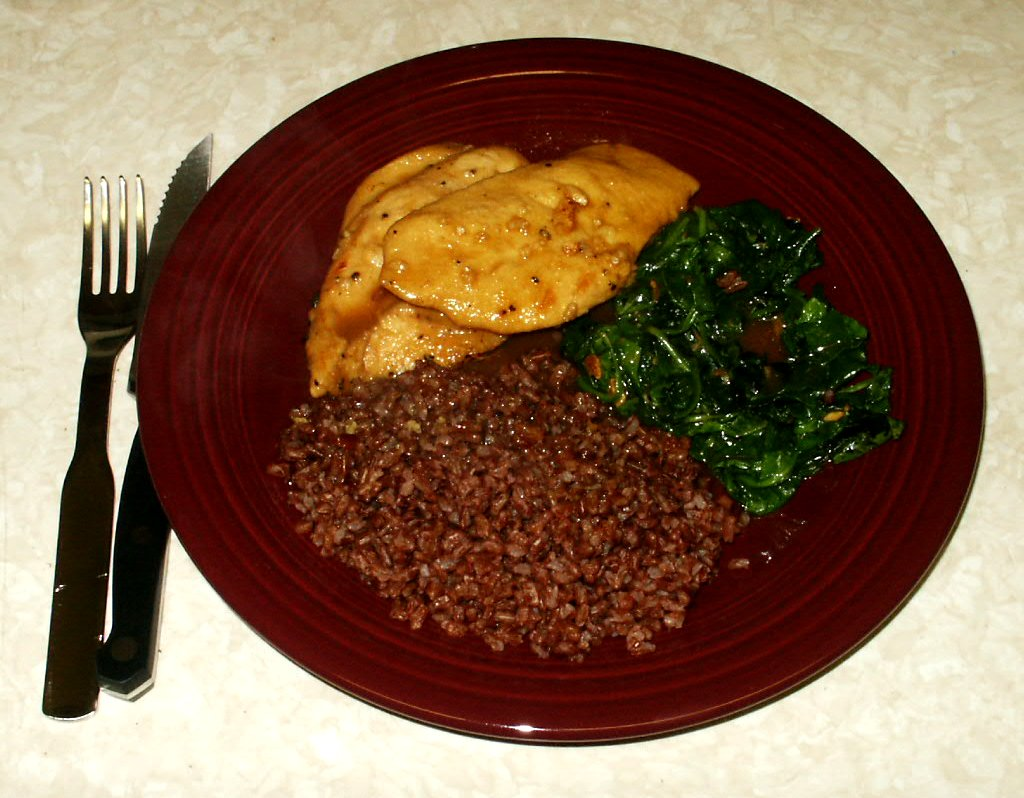
طبق تقليدي مع دجاج مطلي بالليمون وسبانخ مقلية وأرز أحمر بوتاني مطهو على البخار

## آداب الطعام
يقول الشخص «ميشو ميشو» عند تقديم الطعام، ويغطي فمه بيديه في رفض وفقاً للتقاليد البوتانية، ثم يقبل عند العرض الثاني أو الثالث.